# ゴロン族
ゴロン族（ゴロンぞく、英: Goron）は、任天堂のコンピュータゲーム『ゼルダの伝説』シリーズに登場する架空の種族。

## 概要
後頭部から背中にかけての部分が岩のように硬くなっている亜人。その硬さを利用し、膝を抱えて体を丸め転がって移動することもある。一般の人間よりも大柄で、全身が黄色みがかっており、ボディペイントを施す者もいる。多くの場合、体に何も纏っていないか、ふんどしのみを身に着けた姿をしている。
基本的に温厚な性格で、他の種族と友好的に接する。言葉の語尾に大人は「ゴロ」、子供は「コロ」をつけて話すことが多い。
主に火山地帯に集落を作り、岩を食糧としている。食する岩の中には等級があり、特定の場所で採掘される「ロース岩」などが上質とされる。
1998年発売の『ゼルダの伝説 時のオカリナ』以降、多くのシリーズ作品に登場している。また、シリーズの時系列で見ると、物語の主要な舞台「ハイラル王国」建国以前の最古の時代にあたる『ゼルダの伝説 スカイウォードソード』の時点で既に存在し、それから1万年以上が経過した『ゼルダの伝説 ブレス オブ ザ ワイルド』などでも姿を大きく変えることなく種が保たれている。
なお、『ゼルダの伝説 神々のトライフォース2』に登場するキャラクター「ロッソ」は、ゴロン族に似た体型をし、ゴロン族のシンボルマークが描かれたベルトを腰に巻いているが、ゴロン族ではなく人間である。

## 登場作品
ゼルダの伝説 時のオカリナ
ハイラル王国の北東にそびえる「デスマウンテン」の内部にある「ゴロンシティ」で暮らしている。食糧の岩を採掘する洞窟への道を閉ざされたり一族が敵にさらわれたりといった苦難を強いられている。
ゼルダの伝説 ムジュラの仮面
ハイラル王国とは別の世界「タルミナ」の北部に位置する山「スノーヘッド」の中腹に作られた集落「ゴロンの里」に住んでいる。山頂付近から強烈な吹雪が吹き付け、里全体が雪と氷に覆われている。
ゼルダの伝説 ふしぎの木の実 大地の章 / 時空の章
「大地の章」では「ホロドラム」北部のゴロン山に、「時空の章」では「ラブレンヌ」北部のゴロゴロ山に集落を形成している。ゴロゴロ山のゴロン族の間ではダンスや様々なミニゲームが流行している。
ゼルダの伝説 風のタクト
集落は見られず、大海を巡る行商人が数人登場するのみ。本作では語尾に「ゴロ」を付けない。
ゼルダの伝説 4つの剣+（ハイラルアドベンチャー）
ハイラル王国北部にそびえるデスマウンテンの登山道で暮らしている。王国各地で暗躍する剣士「シャドウリンク」により一帯に火が放たれ困惑している。
ゼルダの伝説 ふしぎのぼうし
集落はないが、ハイラルの町をはじめ、王国のいくつかの場所で姿が見られる。
ゼルダの伝説 トワイライトプリンセス
ハイラル王国東部のデスマウンテンで暮らしている。相撲を好み、集落には土俵が作られている。族長が怪物と化してしまったことを受け、集落に近付けぬよう人間たちに敢えて好戦的な態度を取る。
ゼルダの伝説 夢幻の砂時計
大精霊「海王」が治める海域に浮かぶ島「ゴロン島」に集落がある。島外から来た者に対し排他的な態度で接する。
ゼルダの伝説 大地の汽笛
ハイラル王国北東に広がる「火の大地」に形成された「ゴロンの村」で暮らしている。村近くのゴロン山の噴火により村内の道が塞がれ、自由な往来ができない状態が続いている。
ゼルダの伝説 スカイウォードソード
集落は見られず、後述のマルゴ、ケンブン、トロゴの3人のみ存在が確認できる。作中では「岩石亜人」と呼ばれている。
ゼルダ無双
ハイラル城の北東にある「オルディン火山」でハイラル軍の進軍を支援する。一方で、ハイラル王国へ侵攻する魔女・シアにより召喚された『時のオカリナ』の世界のゴロン族たちが徒党を組んでハイラル軍を襲撃する。
ゼルダの伝説 ブレス オブ ザ ワイルド
ハイラル王国の北東にそびえるデスマウンテンの五合目で「ゴロンシティ」を形成している。採掘した鉱石の販売が基幹産業だが、かつて地域の守り神とされていた神獣「ヴァ・ルーダニア」の暴走により山頂付近での採掘が行えず、標高の低い場所での作業を余儀なくされている。
ゼルダの伝説 ティアーズオブザキングダム
前作と街は変わっていないが、「おいし岩」という岩を若いゴロン族が食べて、それに夢中になってしまい、鉱石の採掘などの産業が老いたゴロン族や子供のゴロン族だけでやる必要があり、産業が衰えてしまっている。

## 主なゴロン族
ダルニア
『時のオカリナ』に登場するゴロン族の族長。かつて一族を襲った飛竜・ヴァルバジアを退治した英雄の末裔。信頼のおける仲間を「兄弟（キョーダイ）」と呼び懇意にする。誘拐された同胞たちを救うために「炎の神殿」へ向かい、後に炎の賢者として覚醒する。「迷いの森」から聞こえてくるメロディ「サリアの歌」を好んでいる。
『ゼルダ無双』では、魔女シアの配下の力により暴走しハイラル軍に襲い掛かるが、正気に戻った後はハイラル軍に加勢する。
チュウゴロン
『時のオカリナ』『ムジュラの仮面』に登場する巨体の持ち主。それぞれ別の存在。
『時のオカリナ』
ゴロンシティ内の洞穴にいる鍛冶職人。後述のダイゴロンの弟。両手剣「巨人のナイフ」を作る。
『ムジュラの仮面』
ゴロンの里の洞穴内で、ゴロン族のみが扱える「大バクダン」を製造・販売している。
ダイゴロン
『時のオカリナ』『ムジュラの仮面』『ふしぎの木の実 大地の章』『ふしぎのぼうし』『夢幻の砂時計』に登場するゴロン族。『夢幻の砂時計』を除き、山のように巨大な体を持つ。それぞれ別の存在。
『時のオカリナ』
デスマウンテンの頂上付近で姿を見せる鍛冶職人。チュウゴロンの兄。弟製の「巨人のナイフ」よりも頑丈な両手剣「ダイゴロン刀」を作る。
『ムジュラの仮面』
タルミナで悪事を働く小鬼「スタルキッド」に操られ、スノーヘッドの山頂付近に腰掛けて猛烈な吹雪を吐き続けている。通常は姿が見えない。
『ふしぎの木の実 大地の章』
ゴロン山の山頂から顔をのぞかせる。風邪を引いており体が温まるものを欲している。両手剣「ダイゴロン刀」を作る技量を持つ。
『ふしぎのぼうし』
ハイラル城の東の地域で「セラの滝」が流れ落ちる山の山頂に姿を現す。鉄製の「小さな盾」を口に含むことで「ミラーシールド」に変化させる。
『夢幻の砂時計』
ゴロン島の長老。島にまつわるクイズを出すことを好む。
ダルマーニ3世
『ムジュラの仮面』に登場する英雄。ゴロンの里に吹き付ける猛吹雪の原因を探るべく向かったスノーヘッドで崖から転落し絶命する。しかし、死してもなお同胞たちの身を案じ、窮地を救う者の訪れを幽体となって待ち続ける。
ダルボス
『トワイライトプリンセス』に登場するゴロン族の族長。異界の魔力を秘めた石「影の結晶石」に触れたことで巨大な怪物「マグドフレイモス」へと変貌したため、ゴロン族の長老達によってデスマウンテンの「ゴロン鉱山」の奥深くに封印される。
ドン・コローネ / ドン・シーゲル / ドン・エビーゾ / ドン・レゲーヌ
『トワイライトプリンセス』に登場するゴロン族の長老達。ドン・コローネは老体に見合わぬ相撲の実力者。ドン・コローネ以外の3人は「マグドフレイモス」を封じた部屋の鍵の欠片をそれぞれ所持している。
ダンゴロス
『トワイライトプリンセス』に登場する鎧を纏ったゴロン族。ゴロン鉱山で「勇者の弓」の入った宝箱を守っている。
マイゴロン
『夢幻の砂時計』に登場するゴロン族の長老ダイゴロンの息子。ゴロン島に建立されている「ゴロンの神殿」で魔物に捕らわれるが、解放後は神殿に棲息する巨竜「ボンゴロンゴ」との戦いに臨む。
カギモリ
『大地の汽笛』に登場する老人。一般的なゴロン族よりもくすんだ色の体を持つ。ゴロン山の祭壇で噴火の沈静化を祈念している。
マルゴ
『スカイウォードソード』に登場する考古学者。古文書の謎を解くために各地を巡っている。
ケンブン
『スカイウォードソード』に登場するマルゴの弟子。主に力仕事を担当する。
トロゴ
『スカイウォードソード』に登場する実業家。砂漠地帯の「ラネール砂海」にてトロッコを用いたアトラクションを運営している。
ダルケル
『ブレス オブ ザ ワイルド』に登場する英雄。ハイラル王国を襲う厄災に対抗しうる力を持つ「英傑」の一人。自らが管理する神獣ヴァ・ルーダニアに寄生した魔物「炎のカースガノン」との戦いにより命を落とし、その魂は神獣の内部に取り残される。後に、かつて英傑のリーダーを務めた青年リンクにより神獣が鎮められた際に魂が解放され、リンクに自身の能力「ダルケルの護り」を託す。
『厄災の黙示録』では神獣の繰り手として厄災ガノン討伐に参戦する。
ブルドー
『ブレス オブ ザ ワイルド』に登場するゴロン族の族長。周りからは「組長」と呼ばれている。神獣ヴァ・ルーダニアの暴走を止めるため後述のユンと共に度々デスマウンテンへ赴くものの、腰痛持ちのため思うように体を動かせずにいる。
ユン
『ブレス オブ ザ ワイルド』に登場する若者。周りからは「ユン坊」と呼ばれている。ダルケルの子孫で、特殊能力「ダルケルの護り」を備えている。ブルドーの腰痛止めの薬がある保管庫に一時閉じ込められるが脱出後はデスマウンテンへ向かい、自らが大砲の砲弾となって、山肌を這い回るヴァ・ルーダニアに攻撃を加える。
『厄災の黙示録』では未来から来たガーディアンの力で過去へと遡りダルケルらに協力する。